# Напис Дуенос

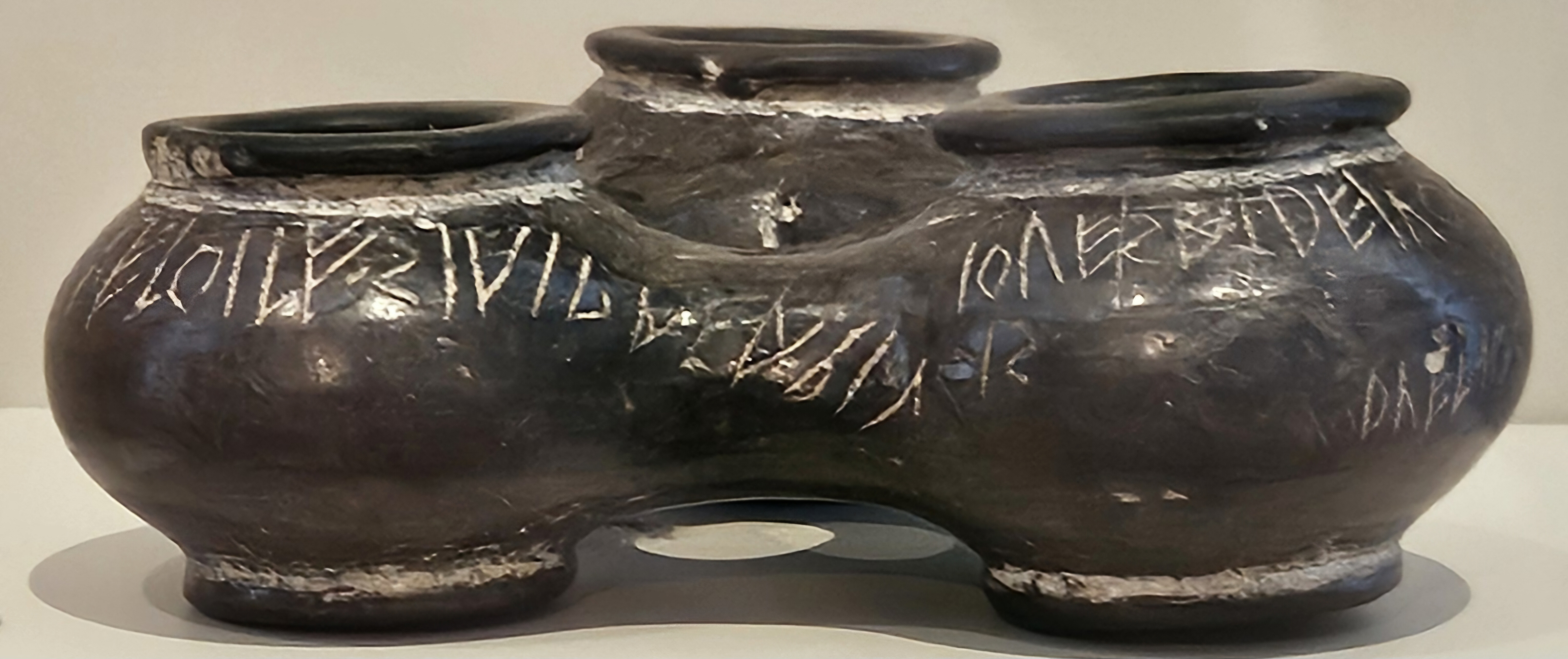
Частина напису Дуенос

Напис Дуенос є одним із найдавніших відомих текстів, написаних ранньою латиною. Він датується першою половиною VI століття до нашої ери.
Напис міститься на вазі (кернос), знайденій у 1880 році Гайнріхом Дресселем на Квіринальському пагорбі в столиці Італії Римі. Посудина зараз зберігається в Берлінському античному зібранні (інв. № 30894,3). Напис названо за першим словом третього рядка тексту.

## Інтерпретації
Текст складно перекладати, тому що пробілів дуже мало, а літери важко розрізнити.
Нижче наведено три рядки тексту на вазі. Наскільки це можливо, лінії викладаються поетапно за Майзером. Для кожного рядка: a. пряма розшифровка,
b. пряма транскрипція з можливими дефісами та розривами слів,
в. можливе тлумачення класичною латинською мовою: d. український переклад цього тлумачення

Рядок 1:
a. IOVESATDEIVOSQOIMEDMITATNEITEDENDOCOSMISVIRCOSIED: b. iouesāt deiuōs qoi mēd mitāt, nei tēd endō cosmis vircō siēd: в. Iurat deos, who give me, ni in te comis virgo sit: d. Той, хто мене дарує, клянеться богами: якщо дівчина не буде до тебе прихильна, Рядок 2:
a. ASTEDNOISIOPETOITESIAIPACARIVOIS: b. as(t) tēd noisi o(p)petoit esiāi pācā riuois: в. at te (…) paca rivis: d. але заспокоїти тебе (…) [цими] потоками..
Рядок 3:
a. DVENOSMEDFECEDEN MANOMEINOMDVENOINEMEDMALOSTATOD: b. duenos mēd fēced en mānōm einom duenōi nē mēd malos tatōd: в. bonus me fecit in manum (…); добро мені не шкодить.
d. Добрий чоловік створив мене за добру справу (?); злий чоловік не вкраде мене у доброго!
Тлумачення, проведене Вармінгтоном та Айхнером, подає повний переклад наступним чином, хоча він не є цілком переконливим:
   Клянуся богами, звідки я вийшов: Якщо дівчина не посміхнеться тобі, або не відчуває до тебе сильного потягу, то заспокой її цими пахощами!
   Хтось добрий наповнив мене для когось доброго та вихованого, і не дамся я комусь поганому.